# Breg, Majšperk
Breg este o localitate din comuna Majšperk, Slovenia, cu o populație de 305 locuitori.